# Thomas Grey (chroniqueur)
 (juillet 2017).
Pour les articles homonymes, voir Thomas Grey.
Thomas Grey (ou Gray) est un chevalier et chroniqueur anglais du XIVe siècle, auteur de la Scalacronica.

## Biographie
Grey est le fils de Thomas Grey, un vétéran anglais des guerres d'indépendance de l'Écosse qui a servi en Écosse de 1297 à 1344. Il est adoubé vers 1330 et accompagne le prétendant au trône d'Écosse Édouard Balliol lors de sa première tentative de conquête du trône en 1332, qui culmine à la bataille de Dupplin Moor.
En juin 1338, Grey accompagne William Montagu en Flandres et sert dans les Marches écossaises en 1340. Le 8 janvier 1345, il est nommé connétable du château de Norham, poste auparavant occupé par son père. Il participe à la bataille de Neville's Cross en 1346.
En août 1355, Grey est capturé lors de la bataille de Nesbit Moor. Il est emprisonné au château d'Édimbourg et demande à son souverain, le roi Édouard III d'Angleterre de payer sa rançon. Il est libéré le 15 août 1357. 
Il accompagne le Prince noir lors de sa campagne en France en août 1359. Grey est nommé gardien des Marches écossaises en octobre 1367. Il meurt le 22 octobre 1369.

## LaScalacronica
Pendant sa captivité, Grey rédige une chronique, la Scalacronica, qui relate l’histoire de la Grande-Bretagne de 1066 à 1362 et est connue comme l’un des premiers documents historiques rédigés par un membre de la noblesse anglaise. Elle aurait été rédigée à la suite d’un rêve où lui serait apparue une Sibylle accompagnée d’un Cordelier tenant une échelle à cinq barreaux, d’où le nom de Scalacronica (Chronique de l’échelle). Elle est, en conséquence, divisée en quatre tomes indiquant chacun des quatre barreaux inférieurs de l’échelle.
Cette chronique montre les perspectives politiques de la classe régnante anglaise sur le reste du monde. Bien qu’elle soit fondée sur d’autres sources en existence à l’époque, Thomas Gray a également eu recours à ses propres souvenirs et aux histoires qu’il a entendu son père raconter lors de sa jeunesse pour compléter l’histoire à partir d’Édouard Ier, d’Édouard II et Édouard III au service desquels il était.
Le seul manuscrit connu de cette chronique repose à l’université de Cambridge.